# Tones and I
Toni Watson (n. 1993, Shire of Mornington Peninsula⁠(d), Victoria, Australia), cunoscută sub numele de scenă Tones and I, este o cantautoare, cântăreață, compozitoare australiană. Ea este bine-cunoscută prin cântecul „Dance Monkey”, care a ajuns pe primul loc peste 30 de țări, inclusiv Australia.